# شركة إكسبلور ليرنينج
شركة إكسبلور ليرنينج (Explore Learning) شركة بريطانية تأسست عام 2000 لتوفير مراكز تعليمية خاصة في المملكة المتحدة. تقع المراكز في أماكن يسهل الوصول إليها بشكل منتظم من جانب العائلات مثل، محلات Sainsbury's (سنسبيريز) للبقالة، وفي مراكز التسوق وفي الشوارع الرئيسية المحلية. وقد تم افتتاح أول مركز في تشيلمسفورد (Chelmsford) في أكتوبر عام 2001. وقامت إكسبلور ليرنينج بتوسعة منشآتها حتى وصلت إلى 75 مركزًا في جميع أنحاء المملكة المتحدة اعتبارًا من ديسمبر 2012.
ويكمن مفهوم شبكة المراكز التعليمية في توفير مكان لمعلمي الرياضيات واللغة الإنجليزية ليعملوا بنسب منخفضة مع الأطفال ليلبوا احتياجاتهم الفردية، ولاستكمال تجارب الأطفال المدرسية بطريقة إيجابية، وإنعاش ذاكرتهم في بيئة تعليمية. وتبلغ نسبة الحد الأقصى للأطفال من 1 إلى 6 أطفال. وتهدف الفصول الدراسية إلى تعزيز الثقة والحماسة والاستقلال أثناء نمو الطفل.
يعتمد المفهوم على نموذج مراكز سيلفان ليرنينج (Sylvan Learning) الموجودة في الولايات المتحدة الأمريكية، لكنه يعد خريطة لمواد تعليم المنهج الوطني (National Curriculum) الإنجليزي والويلزي والأيرلندي الشمالي ومنهج التميز (Curriculum for Excellence) الأسكتلندي. ويطور المعلمون العلاقات مع المدارس المحلية، ويتم مشاركتهم في الحياة المدرسية من خلال إجراء ورش عمل في الرياضيات واللغة الإنجليزية بشكل منتظم للتلاميذ. كما أنهم يشاركون في أنشطة المجتمع المحلي، مثل توفير ورش عمل تقوم على سرد الأخبار والقصص في المكتبات المحلية.
ويتم تقييم الأطفال من خلال تقييم اثنتي عشرة دورة تحدد قدراتهم الشخصية لإنشاء برنامج تعليم شخصي. وتستخدم المراكز برنامجي SuccessMaker وDigitexts بالإضافة إلى مواد مكتوبة لتقديم دورات لمدة ساعة، حيث يمكن للأطفال الحصول على جوائز في حالة إجابتهم على أكثر من 70% من الأسئلة في الدورة بشكل صحيح.
وعادة ما يصبح الأطفال أعضاء ويحضرون الدورات مرة أو مرتين أسبوعيًا، حيث تكون مدة كل دورة حوالي ساعة وخمس عشرة دقيقة. وتخضع رسوم العضوية الشهرية لبعض الاختلافات الإقليمية، التي تخول لكل طفل الحضور بحد أقصى مرتين أسبوعيًا. ويتم تقديم تغذية استرجاعية لحالة تقدم الطفل في نهاية كل دورة، حيث يتسلم كل طفل رسمًا بيانيًا بملخص الدرس. وتعطي هذه الرسومات البيانية أمثلة للأنشطة التي تم إنجازها، بالإضافة إلى معدل الدرجات وتعليقات المعلمين. وتتاح أيضَا اجتماعات لمجالس الآباء لمناقشة مدى تقدم الطفل ومراجعة أهدافهم بمزيد من التفاصيل.
وتفتح المراكز عادةَ سبعة أيام في الأسبوع في كل فصل دراسي وأثناء العطلات المدرسية. وتكون عملية الحضور وفقًا لما تمليه الظروف وغير مطلوب من الأطفال حجز أماكنهم مسبقًا. وتعد جميع مراكز إكسبلور ليرنينج تابعة لـ Ofsted (دائرة غير وزارية لحكومة المملكة المتحدة تأسست أول سبتمبر عام 1992 مسؤولة عن مراقبة معايير المدارس والمدرسين)/هيئة Care Inspectorate، حيث إنها مسجلة وتمت معاينتها. هذا يعني أن عضوية إكسبلور (Explore) تؤهل لعدد من المبادرات الحكومية بما في ذلك، Childcare Vouchers scheme وAccor وAllsave وBusy Bees وCare4 وFaircare وImagine وLeapfrog وSodexho Pass. كما أن الأعضاء مؤهلين للحصول على طلبات تصل إلى 70% من التكاليف إذا كانت ضمن «عنصر رعاية الطفل» في البطاقة الضريبية للعاملين. وتعرض أيضًا مراكز إكسبلور ليرنينج أماكن لتقديم المنح لدعم الأسر ذات الدخل المنخفض لتأهيلهم للحصول على دعم الدخل أو علاوة البطالة.
وقد تم منح شركة إكسبلور ليرنينج لقب مقدم التعليم التكميلي لعام 2011-2012 في إطار «جوائز الاستثمار التعليمي (Education Investor Awards)».

## وصلات خارجية
- Explore Learning for Sale April 2012
- Explore Learning website
- A graduate's story: Working for Explore Learning - Case study from King's College London